# Highlander 3: Čarobnjak
Highlander 3: Čarobnjak (eng. Highlander III: The Sorcerer, poznat i pod naslovima Highlander: The Final Dimension ili Highlander: The Final Conflict), britansko-kanadsko-francuski fantastično-pustolovni film iz 1994. godine, redatelja Andyja Morahana s Christopherom Lambertom, Deborah Unger i Marijom Van Peeblesom u glavnim ulogama. Posljednji je iz niza filmova o besmrtnom škotskom gorštaku koji se fokusira na lik Connora MacLeoda. Radnja filma zanemaruje događaje iz nastavka pod naslovom Gorštak 2 iz 1991. godine i izravno se nastavlja na originalni film Gorštak iz 1986. godine.

## Radnja filma
Besmrtni škotski ratnik Connor MacLeod (Christopher Lambert) napušta Škotsko visočje poslije smrti svoje supruge Heather MacLeod koja je umrla od starosti, i odlazi u Japan na planinu Niri kod čarobnjaka Nakano (Mako) kod kojeg vježba borbu s katanom koju je dobio od svog prijatelja Ramireza. Nakano ga obavještava o opasnom besmrtniku Kaneu (Mario Van Peebles) koji putuje Azijom s drugom dvojicom besmrtnika, Khabulom Khanom (Jean-Pierre Perusse) i Senghi Khanom (Raoul Trujillo) te ubija ostale besmrtnike. Poslije nekog vremena, Kane s dvojicom svojih pomoćnika upada u Nakanovu pećinu te ga ubija i preuzima njegove čarobne moći. Connor uspjeva pobjeći, a trojicu besmrtnika zatrpava planina.
U sadašnjosti Connor je posvojio dječaka Johna, budući da besmrtnici ne mogu imati svoju djecu, s kojim živi u marokanskom gradu Marrakechu. Nekoliko godina ranije izgubio je svoju suprugu Brendu J. MacLeod, koja je poginula 1987. godine u automobilskoj nesreći u Škotskoj, dok se on izvukao bez ozlijeda. U međuvremenu, arheologinja dr. Alexandra Johnson (Deborah Kara Unger) otkriva u Japanu legendarnu Nakanovu pećinu iz koje izlaze Kane i njegovi pomoćnici koji su stoljećima bili zatrpani. Kane odmah ubija Khabula Khana kako bi oporavio svoje natprirodne moći te šalje drugog ratnika, Senghi Khana u New York City, SAD kako bi pronašao Connora.
Connor osjeća da postoji još jedan besmrtnik i da Nagrada nije još njegova te ostavlja sina Johna pod skrbi svoga prijatelja Jacka Donovana (Michael Jayston) i odlazi u New York gdje opet preuzima svoj pseudonim Russella Nasha, antikvara. Po dolasku u New York biva napadnut i ozlijeđen zbog čega završava u bolnici, a potom i na zatvorenom psihijatrijskom odjelu. U jednom trenutku se uspjeva osloboditi te pokušava izaći iz bolnice znajući da ga pokušava napasti besmrtnik. Do sukoba između Connora i Senghi Khana dolazi u podrumu bolnice u kojem Connor ubija svog protivnika i preuzima njegove moći. Uskoro policija počinje istraživati slučaj obezglavljivanja te policijski poručnik John Stenn (Martin Neufeld) počinje sumnjičiti Russella Nasha, odnosno Connora MacLeoda za taj zločin.
Arheologinja Alex Johnson otkriva tkaninu s uzorkom škotskog tartana u Nakanovoj pećini te otkriva da se ta grana klana MacLeoda nalazi u New Yorku i da bi Russell Nash mogao znati gdje se nalazi Connor MacLeod. Tijekom susreta između Connora/Russella i Alexandre, Connor se iznenadi jer ga podsjeti na ženu koji ju znao u vrijeme Francuske revolucije krajem 18. stoljeća. Ne otkriva joj svoj identitet, iako ona posumnja, jer svjedoči sukobu između Russella i Kanea koji završava nakon što Kane uništi Connorov mač i pobjegne jer se borba odvijala na posvećenom terenu.
Connor odlazi u Škotsku gdje na svom nekadašnjem posjedu pokušava iskovati novi mač, ali bezuspješno. U međuvremenu, Alex otkriva kod sebe metal za izradu mača te odlazi za njim u Škotsku predati mu ga. Tamo se potvrđuje njena sumnja da je Russell Nash zapravo besmrtni Connor MacLeod, rođen u 16. stoljeću u Škotskoj. Nakon što izradi novi mač, njih dvoje se upušta u ljubavnu aferu. Međutim, Connor uskoro doznaje da je Kane namamio njegova sina Johna u New York te odlazi zrakoplovom tamo kako bi spasio sina. Unatoč svim  naporima, Kane je ugrabio njegova sina. Kane poziva Connora u staru crkvu u Jersey City, New Jersey, odakle ga Connor prati u napuštenu elektranu gdje njih dvojica otpočnu posljednju borbu. Connor uspijeva poraziti Kanea i odrubiti mu glavu te napokon istinski dobiva Nagradu, posjedujući sada svu moć od svih besmrtnika koji su ikada živjeli. Nakon toga odlazi s Alex i sinom u Škotsku provesti ostatak života.

## Uloge
- Christopher Lambert kao Connor MacLeod i Russell Nash – besmrtni škotski ratnik iz 16. stoljeća te adoptivni otac dječaka Johna

- Deborah Kara Unger kao dr. Alexandra Johnson – poznata arheologinja koja istražuje lokaciju Nakanove pećine u Japanu. Nalikuje Connorovoj ljubavi, poznatoj kao Sarah Barrington iz 18. stoljeća

- Mako kao Nakano – besmrtni japanski čarobnjak ili majstor iluzija koji živi povučeno u pećini na planini Niri, Ramirezov prijatelj i Connorov učitelj

- Mario Van Peebles kao Kane – nemilosrdni besmrtni ratnik kojemu je cilj pobiti sve besmrtnike i preuzeti Nagradu

- Martin Neufeld kao John Stenn – njujorški policijski poručnik koji porganja Russella Nasha uvjeren da je on kriv za slučajeve odrubljivanja glava u New Yorku

- Raoul Trujillo kao Senghei Khan – jedan od dvojice Kaneovih besmrtnih pomagača koji odlazi u New York pronaći Connora
- Jean-Pierre Perusse kao Khabul Khan – drugi Kaneov besmrtni pomagač kojemu Kane odrubljuje glavu nakon oslobađanja iz Nakanove pećine poslije više stoljeća kako bi prigrabio dodatnu moć
- Gabriel Kakon kao John MacLeod – Connorov posvojeni sin
- Michael Jayston kao Jack Donovan – Connorov prijatelj u Marakechu, Maroko

## Zarada
Film je ostvario pozitivni prihod na kino blagajnama, jer je na budžet između 26 i 34 milijuna USD zaradio 36,7 milijuna USD.

## Kritike
Treći dio sage o besmrtnom škotskom ratniku ima 5% pozitivne ocjene kod kritike i 29% kod publike. Film je ocijenjen kao napredak u odnosu na jako loši Gorštak 2 (1991.), ali svejedno nedovoljno dobar.

## Vanjske poveznice
- Gorštak 3: Čarobnjak – imdb.com (engl.)
- Highlander: Konačna dimenzija – boxofficemojo.com (engl.)
- Highlander 3: Konačna dimenzija – rottentomatoes.com (engl.)